# 오리나무더부살이
오리나무더부살이(Boschniakia rossica)는 한국 북부에 나고, 두메오리나무의 뿌리에 기생하는 한해살이다.

## 특징
전체가 황갈색의 다육질로 높이는 15-30cm이다. 비늘잎이 밀생하여 껍질 같으며, 비늘잎은 삼각형, 끝이 둔하며, 길이 7-10mm로 털이 없다. 꽃은 암자색, 원줄기 끝에 다수가 이삭꽃차례로 달리며, 포는 삼각형이다. 꽃받침은 잔 모양, 가장자리가 물결 모양으로 깊게 5갈래져 있다. 화관은 길이 15mm, 입술 모양, 윗입술 꽃잎은 약간 패어지며, 아랫입술 꽃잎은 아주 짧고, 끝이 둥글며, 털이 있다. 열매는 삭과이며 전초는 강장약으로 이용된다.

## 쓰임새
일본에서는 오리나무더부살이의 전초를 육종용의 대용으로 쓰며 중국에서는 불로초라고 불린다.

## 성분
오리나무더부살이는 boschniakine, boschnialactone, mannitol, alkaloid를 함유하고 있다.